# Константин Нидерландский
Константин Кристоф Фредерик Ашвин (нидерл. Constantijn Christof Frederik Aschwin; род. 11 октября 1969, Утрехт) — принц Нидерландов, принц Оранско-Нассауский, граф фон Амсберг, младший сын бывшей королевы Нидерландов Беатрикс и принца Клауса.

## Биография
Родился в Утрехте 11 октября 1969 года. Среди его крестных были король Греции Константин II и принц Ашвин Липпе-Бистерфельдский (брат деда).
Начальное образование получил в Niewe Bearnse School.
В сентябре 1988 года поступил в Лейденский университет, где изучал гражданское право. В 2000 году изучал экономику бизнеса в Европейском Университете (INSEAD) в Фонтенбло (Франция).
В настоящее время живёт и работает в Брюсселе.
После отречения от прав на престол старшего брата Йохана-Фризо Константин-Кристоф стал четвёртым в списке престолонаследников, после 3 дочерей его старшего брата Виллема-Александра.

## Брак и дети

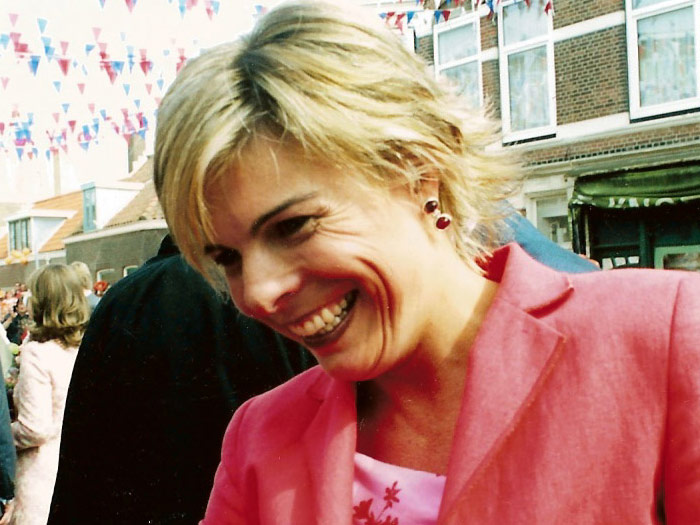
Принцесса Лаурентин, супруга Константина

Константин-Кристоф женился 19 мая 2001 года на Лаурентин Бринхорст. Супруги имеют 3 детей (среди них единственный внук королевы Беатрикс):
1. Элоиза Софи Беатрис Лорен, графиня Оранско-Нассауская (родилась 8 июня 2002);
2. Клаус Казимир Бернард Мариус, граф Оранско-Нассауский (родился 21 марта 2004);
3. Леонора Мария Ирене Энрика, графиня Оранско-Нассауская (родилась 3 июня 2006).